# Turner Classic Movies
Turner Classic Movies (TCM) es un canal de televisión por suscripción estadounidense especializada en la emisión de películas de cine del mundo anglófono, especialmente de cine clásico y cine de Hollywood grabado desde los inicios del cine hasta la actualidad. Es operado por Warner Bros. Entertainment, que a su vez forma parte de la multinacional Warner Bros. Discovery.

## Cadenas especializadas
- TCM (en España) con cine grabado desde los inicios de Hollywood y la emisión de cine independiente de todos los orígenes.
- TCM (en Latinoamérica) tiene un archivo  Warner Bros. Discovery de películas y series de televisión desde los años 1930 hasta años 2000, con un resumen de la importancia que tienen en la actualidad. Emite 24 horas al día sin cortes publicitarios con una versión adicional en portugués para Brasil.
- TCM Movies (en Reino Unido e Irlanda)

A fines del 2009, la señal cambió de imagen en algunos contenidos y sutilmente cambió su eslogan, de Classic Hollywood a Classic Entertainment.